# Anamorphus niger
Anamorphus niger es una especie de coleóptero de la familia Endomychidae.

## Distribución geográfica
Habita en Honduras.